# Bay Springs
Bay Springs település az Amerikai Egyesült Államok Mississippi államában, Jasper megyében, melynek megyeszékhelye is. Lakosainak száma 1670 fő (2020. április 1.).

## Népesség
A település népességének változása:
| Lakosok száma | 2097 | 1786 | 1670 |
|               | 2000 | 2010 | 2020 |